# Kuat-Entralla Mérnöki Vállalat
A Kuat-Entralla Mérnöki Vállalt (angolul: Kuat Entralla Engineering) egy mérnöki vállalat a és hajógyáraknak a neve a Csillagok háborújában, ami titokban gyártott az Első Rendnek csillagrombolókat.

## Története
Miután, hogy a Birodalom végső vereséget szenvedett a Jakkunál a birodalom megmaradt egyik hajója az Ismeretlen Régiókba menekült, ahol évekkel később megalakult az Első Rend. Mivel kevés csillagromboló volt az Első Rend hadereje gyenge volt és nem volt elég fegyverük, hogy támadást indítsanak az Új Köztársaság ellen. A Kuaton titokban megalakult a Kuat-Entralla Mérnöki Vállalat a Kuat egy anyavállalat, ami titokban támogatta az Első Rendet. A vállalat gyárakat létesített az Ismeretlen Régiókban, ahol az Első Rend titokban elkezdett erősödni. A gyárak sokkal nagyobbak voltak, mint bármelyik hajógyár. Orbitális pályán keringtek az űr mélyén, ami az Első Rend elfoglalt. Így tudta utánpótlás is vinni a katonáknak és tiszteknek különben a birodalom megmaradt hadurai meghaltak volna.

## Járművek
Amikor a vállalat gyárakat létesített azon gondolkoztak, hogy milyen fegyvereket és csillagrombolókat tudjanak gyártani, amivel a Rend kiépítheti a teljhatalmát. Itt született meg a Resurgent-osztályú csillagrombolók tervei. Ezek a csillagrombolók a birodalmi csillagrombolóknál sokkal nagyobbak és sokkal erősebb fegyverekkel rendelkeztek. Némelyik fegyverekben kristályokat is alkalmaztak, hogy a sugárnyaláb erejét fókuszálják. A parancsnoki hídjai is alacsonyabban helyezkedtek el mint az előző csillagrombolóknál. Ők tervezték a Mandator IV osztályú csillagrombolókat is aminek az alján két automata lézerágyúval van, amik bolygók felszíni bombázásra használják. Még ők tervezték a Mega-osztályú csillagrombolót is ami egybe az első, volt ami a galaxis legnagyobb hajója. Ez a hajó több mint 60 km hosszú és sokkal több fegyverrel is rendelkezett mint bármelyik más csillagromboló. Az ő nevükhöz fűződik az új lépegetők gyártása is. Ide tartozik az AT-M6 nevű lépegető.

### Csillagrombolók
- Resurgent-osztályú csillagromboló
- Mandator-osztályú csillagromboló
- Mega-osztályú csillagromboló

### Lépegetők
- AT-M6 (All Terrain MegaCaliber six)
- AT-MA (All Terrain Mobile Artillery)

### Munkahely
Első Rend